# Giải thưởng phim truyền hình Hàn Quốc lần thứ 6
Giải thưởng phim truyền hình Hàn Quốc lần thứ sáu (tiếng Hàn: 코리아 드라마 어워즈) là một lễ trao giải cho những bộ phim truyền hình xuất sắc của Hàn Quốc. Được diễn ra tại Hội trường Lớn – Trung tâm Văn hóa Nghệ thuật Kyungnam ở Jinju, Nam Gyeongsang vào ngày 2 tháng 10 năm 2013 và được dẫn chương trình bởi Subin của Dal Shabet và phát thanh viên Oh Sang-jin. Danh sách đề cử bao gồm những bộ phim truyền hình Hàn Quốc phát sóng từ tháng 9 năm 2012 tới tháng 8 năm 2013.

## Đề cử và kết quả
(Người giành giải được in đậm)
| Grand Prize (Daesang) | Phim xuất sắc nhất |
| --- | --- |
| - Lee Bo-young - Đôi tai ngoại cảm, Seo Young của bố - Go Hyun-jung - Nữ hoàng lớp học - Kim Hye-soo - Nữ hoàng công sở - Lee Jin-wook - 9 lần ngược thời gian - Song Hye-kyo - Gió đông năm ấy              | - Seo Young của bố (KBS2) - Childless Comfort (jTBC) - Thiên thần áo trắng (KBS2) - Đôi tai ngoại cảm (SBS) - Nữ hoàng công sở (KBS2)                                                                                  |
| Đạo diễn xuất sắc nhất | Biên kịch xuất sắc nhất |
| - Jo Soo-won - Đôi tai ngoại cảm - Jeon Chang-geun - Nữ hoàng công sở - Joo Sung-woo - Di sản trăm năm - Kim Byung-soo - 9 lần ngược thời gian - Kim Kyu-tae - Gió đông năm ấy - Shin Woo-chul - Cửu gia thư | - Park Jae-bum - Thiên thần áo trắng - Kim Soo-hyun - Childless Comfort - Noh Hee-kyung - Gió đông năm ấy - Park Hye-ryun - Đôi tai ngoại cảm - So Hyun-kyung - Seo Young của bố                                       |
| Nam diễn viên xuất sắc nhất | Nữ diễn viên xuất sắc nhất |
| - Jung Woong-in - Đôi tai ngoại cảm - Lee Jung-jin - Di sản trăm năm - Joo Won - Thiên thần áo trắng - Joo Sang-wook - Thiên thần áo trắng - Lee Seung-gi - Cửu gia thư                                      | - Jo Yoon-hee - 9 lần ngược thời gian - Gong Hyo-jin - Mặt trời của Chủ quân - Lee Mi-sook - You're the Best, Lee Soon-shin - Lee Yo-won - Đế quốc hoàng kim - Moon Chae-won - Thiên thần áo trắng                     |
| Nam diễn viên xuất sắc | Nữ diễn viên xuất sắc |
| - Lee Jong-suk - Đôi tai ngoại cảm - Kim Dong-wan - Bố nuôi Mr. Kim - Kim Kwang-kyu - Nữ hoàng công sở - Lee Sang-yoon - Seo Young của bố, Nữ thần lửa - Yeon Woo-jin - Khi người đàn ông yêu                | - Seo Hyun-jin - Here Comes Mr. Oh, Nữ thần lửa - Bae Suzy - Cửu gia thư - Eugene - Di sản trăm năm - IU - You're the Best, Lee Soon-shin - Lee Da-hee - Đôi tai ngoại cảm - Soo Ae - Dã vương                         |
| Nam diễn viên mới xuất sắc nhất | Nữ diễn viên mới xuất sắc nhất |
| - Park Seo-joon - Hôn nhân vàng - Yong Jun-hyung - Thần tượng âm nhạc - Kim Woo-bin - School 2013 - Lee Jung-shin - Seo Young của bố - Yoon Doo-joon - Mật danh Iris II                                      | - BoA - Mong đợi Tình yêu - Choi Soo-young - Trung tâm mai mối: Cyrano - Ha Yeon-soo - Thần tượng âm nhạc - Kim Ga-eun - Đôi tai ngoại cảm - Kyung Soo-jin - TV Novel: Eunhui, Cá mập - Son Na-eun - Childless Comfort |
| Diễn viên nhí xuất sắc nhất | Cặp đôi xuất sắc nhất |
| - Kal So-won - Thân thế bí ẩn - Kim Hyang-gi - Nữ hoàng lớp học - Kim Myung-soo - Mặt trời của Chủ quân - Kim Sae-ron - Nữ hoàng lớp học                                                                     | - Lee Jong-suk và Lee Bo-young - Đôi tai ngoại cảm - Lee Jin-wook và Jo Yoon-hee - 9 lần ngược thời gian - Lee Seung-gi và Bae Suzy - Cửu gia thư - Yong Jun-hyung và Ha Yeon-soo - Thần tượng âm nhạc                 |
| Nhạc phim xuất sắc nhất | Giải ngôi sao nổi bật |
| - "Only You" (4Men) - Cửu gia thư | - Clara - Nữ thần hôn nhân |